# Ľubomír Galko
Ľubomír Galko (Klieština, 14 febbraio 1968) è un politico slovacco. È stato Ministro della Difesa della Repubblica Slovacca nel Governo Radičová dall'8 luglio 2010 al 23 novembre 2011.